# 79129 Робкольдевей
79129 Робкольдевей (79129 Robkoldewey) — астероїд головного поясу, відкритий 11 жовтня 1990 року.
Тіссеранів параметр щодо Юпітера — 3,461.